# Thái Bình quảng ký

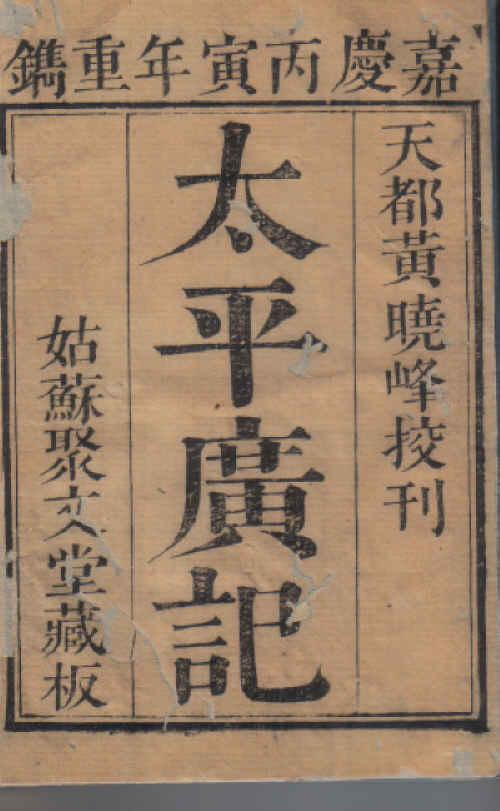
Bìa ấn bản năm 1566 của Thái Bình quảng ký

Thái Bình quảng ký (tiếng Trung: 太平廣記), đôi khi được dịch là Những ghi chép sâu rộng về Thời đại Thái Bình, hoặc Những ghi chép sâu rộng về thời kỳ Thái Bình Hưng Quốc, là một tập hợp những câu chuyện được biên tập vào đầu thời nhà Tống. Tác phẩm được hoàn thành vào năm 978, và mộc bản đã được khắc, nhưng bị ngăn cản không cho xuất bản với lý do nó chỉ chứa tiểu thuyết (小說; nghĩa ngày xưa là chuyện nhỏ, chuyện vặt vãnh) và do đó "không ích gì cho các tiểu sinh nhỏ tuổi". Tuy vậy, bản thảo của nó vẫn còn nguyên vẹn và được lưu giữ cho tới khi xuất bản dưới thời nhà Minh.
Thái Bình quảng ký được xem là một trong Tống tứ đại thư (宋四大書). Tiêu đề của nó đề cập đến niên hiệu Thái Bình Hưng Quốc (太平興國; 976 – 984), những năm đầu của triều đại Tống Thái Tông đời nhà Tống.
Tuyển tập được chia thành 500 quyển (卷) và chứa đựng 3 triệu chữ Hán. Nó bao gồm 7.021 câu chuyện được tuyển chọn từ hơn 300 đầu sách và tiểu thuyết có từ thời nhà Hán cho tới đầu thời nhà Tống, phần lớn trong số đó đã bị thất lạc. Trong số đó có các giai thoại lịch sử hoặc tự nhiên, mỗi câu chuyện đều chứa đựng những yếu tố lịch sử phong phú và không được tác giả của chúng xem là hư cấu. Tuy nhiên chủ đề của hầu hết lại là những việc phi thường, siêu nhiên như về các tu sĩ Phật giáo và Đạo giáo, sự bất tử, ma quỷ và thần linh. Tuyển tập cũng bao gồm một số những câu chuyện thời nhà Đường, đặc biệt là truyện kỳ (傳奇), "truyện cổ tích", là những tác phẩm văn chương nổi tiếng theo đúng nghĩa của chúng, đồng thời cũng là nguồn cảm hứng cho các tác phẩm sau này.
Vào thế kỷ thứ 17, tiểu thuyết gia và nhà văn viết truyện ngắn bản địa Phùng Mộng Long (馮夢龍; 1574–1646) đã cho ra một ấn bản rút gọn, có tên là Thái Bình quảng ký sao (太平廣記鈔), giảm số lượng các truyện xuống còn 2.500 trong bộ 80 tập.
Bồ Tùng Linh (蒲松齡; 1640 – 1715) được cho là đã lấy nguồn cảm hứng từ Thái Bình quảng ký ; truyện ngắn Tục Hoàng Lương (續黃粱) tương đồng với một trong những câu chuyện của tuyển tập Thái Bình.

## Chi tiết
Thái Bình quảng ký do nhóm Vương Khắc Trinh (王克贞), Tống Bạch (宋白), Hỗ Mông (扈蒙), Từ Huyễn (徐铉), Triệu Lân Kỷ (赵邻几), Lã Văn Trọng (吕文仲), Lý Phưởng (李昉), Lý Mục (李穆) cùng những người khác tổng hợp và biên soạn.